# スウェーデン・スーパーリーグ
スウェーデン・スーパーリーグ（スウェーデン語:Svenska Superligan）（1995-96から2005-06シーズンまで"Elitserien"）は、上位12チームで構成するスウェーデンのフロアボール最高峰のリーグである。リーグは1995-96シーズンに始まった。プレーオフと決勝でシーズンを終える。

## 歴史
スウェーデン・スーパーリーグは、Elitserienと言う名で、1995年に創設された。スウェーデンにその前からあったディビジョン1と言う、レベルの高いスウェーデンのフロアボールリーグに取って代わった。1995-96シーズンから1998-99シーズンまで、リーグは北部グループと南部グループに分かれていた。1999-2000シーズンより、全国リーグになった。
2007年3月、2008-09シーズンより、14チームで構成されることが決まった。
2007年5月、リーグの名前は、Elitserienから、スウェーデン・スーパーリーグ(Svenska Superligan)になった。

## シーズンの仕組み
シーズンは、1チームあたり22試合行われるレギュラーシーズン (Regular season) で始まる。他のすべてのチームに対し、ホームゲーム1試合、アウェイゲーム1試合行われる。春に上位8チームでプレーオフが行われ、準々決勝、準決勝は3戦先勝(最大5試合)だが、決勝は1試合しかない。
決勝は、ストックホルム・グローブ・アリーナで、女子のElitserien決勝と共に行われる。

## 現在のクラブ
| チーム                  | 本拠アリーナ                              | (収容人数)    |
| ----------------------- | ----------------------------------------- | ------------- |
| AIK                     | ソルナハレン                              | (2 200)       |
| Caperiotäby FC          | Tibblehallen                              | (1 400)       |
| FCヘルシンボリ          | ヘルシンボリ・アリーナ                    | (4 700)       |
| Granlo BK               | Sundsvalls sporthall                      | (2 000)       |
| Hide-a-lite Mullsjö AIS | Nyhemshallen                              | (2 000)       |
| IBFファールン           | Falu-Kuriren Arena                        | (2 700)       |
| IBK Dalen               | UDOMINATE Arena                           | (2 600)       |
| IK Sirius IBK           | Fyrishov                                  | (2 800)       |
| Jönköpings IK           | Jönköpings idrottshus                     | (1 177)       |
| Linköping Innebandy     | Linköpings Sporthall                      | (2 200)       |
| Pixbo Wallenstam IBK    | Wallenstamhallen                          | (2 100)       |
| Storvreta               | Fyrishov                                  | (2 800)       |
| Warberg IC              | Sparbanken Wictory Center Sparbankshallen | (900) (2 200) |
| Växjö IBK               | Fortnox Arena                             | (1 500)       |

## 歴代チャンピオン
- 1996 – Balrog IK
- 1997 – Fornudden IB
- 1998 – Warberg IC 85
- 1999 – ハーニンゲIBK
- 2000 – ハーニンゲIBK
- 2001 – ハーニンゲIBK
- 2002 – Pixbo Wallenstam IBK
- 2003 – Pixbo Wallenstam IBK
- 2004 – Balrog IK
- 2005 – Warberg IC 85
- 2006 – AIK
- 2007 – Warberg IC
- 2008 – Warberg IC
- 2009 – AIK
- 2010 – Storvreta IBK
- 2011 – Storvreta IBK
- 2012 – Storvreta IBK
- 2013 – IBFファールン
- 2014 – IBFファールン
- 2015 – IBFファールン
- 2016 – Storvreta IBK